# Stazione di Monte Sant’Angelo
Stazione di Monte Sant'Angelo vasútállomás Olaszországban, Nápoly településen.

## Vasútvonalak
Az állomást az alábbi vasútvonalak érintik:
- Monte Sant'Angelo branch

## Kapcsolódó állomások
A vasútállomáshoz az alábbi állomások vannak a legközelebb:
- Stazione di Soccavo
- Parco San Paolo railway station